# Phymata vicina
Phymata vicina är en insektsart som beskrevs av Anton Handlirsch 1897. Phymata vicina ingår i släktet Phymata och familjen rovskinnbaggar.

## Underarter
Arten delas in i följande underarter:
- P. v. parvula
- P. v. vicina